# Gudra Koppa, Shimoga
Gudra Koppa là một làng thuộc tehsil Shimoga, huyện Shimoga, bang Karnataka, Ấn Độ.